# Emmanuel Nadingar
Emmanuel Djelassem Nadingar (nascido em 1951, em Bebidja, África Equatorial Francesa, hoje Chade) é um político chadiano, que ocupou o cargo de primeiro-ministro de março de 2010 a janeiro de 2013.

## Carreira política
Um nativo de Bebidja, no sudoeste do Chade, Nadingar nasceu em 1951. Obteve uma licenciatura em contabilidade em Brazzaville.
Nadingar fundou um partido político, o Partido Nacional para a Recuperação e Desenvolvimento, durante os anos 90. Entrou para o governo inicialmente como Secretário de Estado para a Promoção Económica e Desenvolvimento a 14 de agosto de 2001; mais tarde, foi nomeado Sub-secretário-geral do Governo em 2003. Após entrar para o governo, fundiu o seu partido com o Movimento da Salvação Patriótica, que estava no poder.
Nadingar for Ministro da Defesa interino em 2004. Nesse cargo, uma das suas preocupações-chave foi a violência no Chade oriental, perto da fronteira com o Sudão. A violência era causada por milícias Janjaweed, criadas pelo governo sudanês para combater os rebeldes no Darfur, mas que rapidamente iniciaram também incursões em território chadiano. A 9 de maio de 2004, anunciou que forças chadianas haviam combatido forças Janjaweed a 5 de maio; de acordo com Nadingar, foram mortos 60 do lado Janjaweed contra um soldado chadiano, e seis civis, enquanto que os Janjaweed foram empurrados para o outro lado da fronteira. Nessa ocasião, Nadingar assumiu a frustração do governo do Chade dizendo: "Estamos numa situação tal que tememos que a nossa paciência tenha limites."
Outra grande preocupação para Nadingar enquanto Ministro da Defesa foi manter a ordem nas forças armadas, que incluiam alguns elementos insatisfeitos, que, alegadamente, queriam a substituição do Presidente Idriss Déby. O problema foi ilustrado por uma tentativa de golpe de estado a 16 de maio de 2004. Nadingar afirmou a 18 de maio que governo estava a fazer progressos nas negociações com um grupo de soldados rebeldes que se encontravam na guarnição de Gassi na parte oriental de Jamena. Tentou abafar a seriedade do incidente, dizendo que os soldados não haviam tentado derrubar o Presidente Idriss Déby do poder, estando apenas meramente insatisfeitos com uma suspensão nos seus pagamentos. Devido a um problema de soldados inexistentes que se encontravam na lista de pagamentos devido a corrupção, os pagamentos haviam sido suspensos por dois meses enquanto o governo tentava corrigir as listas. De acordo com Nadingar, "os motineiros assumem os seus erros mas que temiam pela sua segurança". Apesar de Nadingar ter tentado minimizar a situação, Déby alegou a 19 de maio que os soldados haviam tentado matá-lo.
Tendo servido numa posição de interino, Nadingar foi formalmente nomeado Ministro da Defesa, Veteranos e Vítimas da Guerra a 23 de julho de 2004. Mais tarde, tornou-se Ministro do Petróleo, e depois Ministro-Delegado para a Descentralização de 2008 a 2010 no governo do Primeiro-ministro Youssouf Saleh Abbas. É membro do Gabinete Político do Movimento da Salvação Patriótica.

### Como primeiro-ministro
Saleh Abbas apresentou a sua demissão ao Presidente Déby a 5 de março de 2010 e Déby nomeou imediatamente Nadingar para o substituir. Nadingar tomou posse a 6 de março.
A nomeação de Nadingar foi interpretada por alguns à luz do facto de este ser um nativo da mesma área de Ngarlejy Yorongar, um conhecido líder da oposição. Déby poderá esperar que Nadingar consiga vencer Yorongar em Bebidja durante as próximas eleições parlamentares. Anteriormente, Nadingar já falhara esse objetivo, mas poderá vir a ganhar como o facto de ocupar o cargo de primeiro-ministro. Demitiu-se a 21 de janeiro de 2013.